# 800 mètres nage libre masculin aux championnats du monde de natation 2024
Cet article traite de l'épreuve masculine. Pour la compétition féminine, voir 800 mètres nage libre féminin aux championnats du monde de natation 2024.
Le 800 mètres nage libre masculin est une épreuve de natation sportive des championnats du monde de natation 2024. Elle a lieu le 13 et 14 février 2024 à Doha au Qatar.

## Records
Avant cette compétition, les records dans cette discipline étaient :
| Record du monde       | 7 min 32 s 12 | Zhang Lin | 26 juillet 2009 | Rome, Italie |
| Record du championnat | 7 min 32 s 12 | Zhang Lin | 26 juillet 2009 | Rome, Italie |

## Résultats détaillés
Les 8 meilleurs temps se qualifient en finale (Q).

### Séries
| Rang | Série | Ligne | Nageur                      | Pays            | Temps       | Commentaire       |
| ---- | ----- | ----- | --------------------------- | --------------- | ----------- | ----------------- |
| 1    | 4     | 2     | Luca De Tullio              | Italie          | 7:46.52     | Q                 |
| 2    | 4     | 4     | Daniel Wiffen               | Irlande         | 7:46.90     | Q                 |
| 3    | 5     | 5     | Sven Schwarz                | Allemagne       | 7:46.95     | Q                 |
| 4    | 4     | 9     | Victor Johansson            | Suède           | 7:47.04     | Q Record national |
| 5    | 5     | 1     | Kristóf Rasovszky           | Hongrie         | 7:47.19     | Q                 |
| 6    | 5     | 3     | Mykhailo Romanchuk          | Ukraine         | 7:47.20     | Q                 |
| 7    | 4     | 3     | Gregorio Paltrinieri        | Italie          | 7:47.38     | Q                 |
| 8    | 5     | 6     | Elijah Winnington           | Australie       | 7:47.59     | Q                 |
| 9    | 5     | 7     | Dávid Betlehem              | Hongrie         | 7:48.06     |                   |
| 10   | 4     | 5     | Florian Wellbrock           | Allemagne       | 7:48.17     |                   |
| 11   | 3     | 7     | David Johnston              | États-Unis      | 7:48.20     |                   |
| 12   | 5     | 8     | Kuzey Tuncelli              | Turquie         | 7:48.53     | Record national   |
| 13   | 4     | 1     | Alfonso Mestre              | Venezuela       | 7:48.84     |                   |
| 14   | 2     | 4     | Dimitrios Markos            | Grèce           | 7:49.97     | Record national   |
| 15   | 3     | 3     | Carlos Garach Benito        | Espagne         | 7:50.56     |                   |
| 16   | 3     | 1     | Fei Liwei                   | Chine           | 7:51.18     |                   |
| 17   | 5     | 0     | Henrik Christiansen         | Norvège         | 7:51.21     |                   |
| 18   | 5     | 4     | Ahmed Hafnaoui              | Tunisie         | 7:51.72     |                   |
| 19   | 2     | 3     | Lucas Henveaux              | Belgique        | 7:52.10     | Record national   |
| 20   | 4     | 7     | Damien Joly                 | France          | 7:53.42     |                   |
| 21   | 3     | 8     | Ilia Sibirtsev              | Ouzbékistan     | 7:53.87     | Record national   |
| 22   | 3     | 5     | Charlie Clark               | États-Unis      | 7:54.87     |                   |
| 23   | 5     | 9     | Zhang Zhanshuo              | Chine           | 7:55.86     |                   |
| 24   | 4     | 8     | Jon Joentvedt               | Norvège         | 7:56.28     |                   |
| 25   | 3     | 9     | Shogo Takeda                | Japon           | 7:57.54     |                   |
| 26   | 3     | 6     | Felix Auböck                | Autriche        | 7:57.63     |                   |
| 27   | 4     | 6     | Guilherme Costa             | Brésil          | 7:58.02     |                   |
| 28   | 2     | 2     | Khiew Hoe Yean              | Malaisie        | 8:02.78     | Record national   |
| 29   | 3     | 2     | Nguyễn Huy Hoàng            | Viêt Nam        | 8:05.17     |                   |
| 30   | 2     | 6     | Dylan Porges                | Mexique         | 8:05.83     |                   |
| 31   | 4     | 0     | Vlad Stancu                 | Roumanie        | 8:06.50     |                   |
| 32   | 2     | 1     | Ratthawit Thammananthachote | Thaïlande       | 8:06.82     | Record national   |
| 33   | 3     | 4     | Marc-Antoine Olivier        | France          | 8:08.54     |                   |
| 34   | 2     | 7     | Glen Lim Jun Wei            | Singapour       | 8:09.34     |                   |
| 35   | 3     | 0     | Juan Morales                | Colombie        | 8:11.31     |                   |
| 36   | 2     | 8     | Diego Dulieu                | Honduras        | 8:11.97     |                   |
| 37   | 2     | 9     | Loris Bianchi               | Saint-Marin     | 8:17.70     | Record national   |
| 38   | 1     | 4     | Ilias El Fallaki            | Maroc           | 8:27.22     |                   |
| 39   | 1     | 5     | Alberto Vega                | Costa Rica      | 8:30.93     |                   |
| 40   | 1     | 3     | Liggjas Joensen             | Îles Féroé      | 8:32.54     |                   |
| 41   | 1     | 6     | Mal Gashi                   | Kosovo          | 8:35.97     |                   |
| 42   | 2     | 0     | Rodolfo Falcón Jr.          | Cuba            | 8:38.90     |                   |
| 43   | 1     | 2     | Mohammed Al-Zaki            | Arabie saoudite | 9:06.29     |                   |
| –    | 2     | 5     | Antonio Djakovic            | Suisse          | Non partant | Non partant       |
| –    | 5     | 2     | Kim Woo-min                 | Corée du Sud    | Non partant | Non partant       |

### Finale
| Rang               | Ligne | Nageur               | Pays      | Temps         | Commentaire |
| ------------------ | ----- | -------------------- | --------- | ------------- | ----------- |
| Médaille d'or      | 5     | Daniel Wiffen        | Irlande   | 7 min 40 s 94 |             |
| Médaille d'argent  | 8     | Elijah Winnington    | Australie | 7 min 42 s 95 |             |
| Médaille de bronze | 1     | Gregorio Paltrinieri | Italie    | 7 min 42 s 98 |             |
| 4                  | 3     | Sven Schwarz         | Allemagne | 7 min 44 s 29 |             |
| 5                  | 2     | Kristóf Rasovszky    | Hongrie   | 7 min 44 s 42 |             |
| 6                  | 6     | Victor Johansson     | Suède     | 7 min 47 s 08 |             |
| 7                  | 4     | Luca de Tullio       | Italie    | 7 min 49 s 79 |             |
| 8                  | 7     | Mykhailo Romanchuk   | Ukraine   | 7 min 54 s 51 |             |